# Роберт Едвард Гросс
Роберт Едвард Гросс (англ. Robert Edward Gross; 2 липня 1905 — 11 жовтня 1988) — американський хірург та медичний дослідник. Він - першопроходець з дитячої серцевої хірургії в Бостонській дитячій лікарні. Гросс був президентом Американської асоціації торакальної хірургії, членом Національної академії наук і членом Американської академії мистецтв і наук.

## Біографія
Національна академія преси назвала його «одним з найбільших американських піонерів хірургії». New York Times заявив, що він провів «новаторську роботу в області кардіохірургії». Згідно з його некрологом у The New York Times, у 1938 році Гросс «здійснив першу хірургічну корекцію одного з найпоширеніших вроджених порушень серця у дітей», посилаючись на перев'язку патентної протоки. Через десять років він зробив першу операцію з пересадки тканини артерії від однієї людини до іншої, зробивши таким чином стрибок у методах відновлення пошкоджених артерій. Він також розробив метод врізання в серце з пластиковим колодязем, що дозволило уникнути катастрофічної втрати крові. Гросс був членом Національної академії наук. Він також був головним хірургом серцево-судинної хірургії Дитячої лікарні Бостона. Гросс був засновником Американської ради хірургії та Американської ради грудної хірургії. Він також був членом Американської академії мистецтв і наук, членом правління Американської академії педіатрії та членом Американської асоціації розвитку науки та Товариства університетських хірургів. У 1941 році він був співавтором «Абдомінальної хірургії немовлят та дітей» з доктором Вільямом Е. Леддом. Книга вважається класикою в хірургічній літературі. Гросс був обраний в Американський педіатричний зал слави. Національна академія преси заявила, що «він зробив багато чого, що змінило практику та розуміння хірургії, педіатрії та кардіології у всьому світі».

## Нагороди та відзнаки
- 1951 — почесний доктор, Карлтон-коледж[5]
- 1959  — доктор медичних наук, Гоноріс Кауза, Університет Лювена
- 1961  — доктор медичних наук, Гоноріс Кауза, Туринський університет
- 1962 — почесний доктор наук, університет Саффолк
- 1963 — почесний доктор наук, університет Шеффілда
- 1984 — почесний доктор наук, Гарвардський університет
- 1953 — почесний член хірургічного товариства Рено
- 1955 — почесний член Південного клінічного товариства Далласа
- 1956 — почесний член хірургічного товариства Буффало
- 1958 — почесне призначення, Американський національний Червоний Хрест, глава Північного берегу
- 1961 — почесний співробітник хірургічного товариства Спокана
- 1967 — почесна відзнака, глава округу Барнстобл, Массачусетська кардіологічна асоціація
- 1959 — офіцер ордена Леопольда, Бельгія
- 1959 — почесний офіцер Міжнародного Червоного Хреста, Бельгія
- 1960 — почесний член Педіатричного товариства Гватемали
- 1964 — почесний член Мексиканської педіатрії «Бокедад де Хірургія»
- 1973 — почесний член Королівського коледжу хірургів Англії
- 1954-55 — директор, Американська асоціація серця
- 1958-60 — директор, Американська асоціація серця
- 1960  — президент Массачусетської кардіологічної асоціації
- 1963-64 — президент, Американська асоціація торакальної хірургії
- 1969-70 — Рада директорів, Массачусетська кардіологічна асоціація
- 1970-71 — перший президент Американської педіатричної хірургічної асоціації
- 1940 — премія Е. Мід Джонсон, Американська академія педіатрії
- 1940 — премія судинної хірургії Рудольфа Матаса, Університет Тулейн
- 1954 — нагорода за службу у справах дітей, виробники іграшок Америки
- 1954 — Премія Альберта Ласкера, Американська асоціація громадського здоров'я[4][9]
- 1956 — Золота медаль Розуелл Парк, хірургічне товариство Буффало
- 1957 — Золота медаль, Луїсвільське хірургічне товариство
- 1959 — премія Лакен, Брюссель, Бельгія
- 1959 — Золота медаль, Детройтська хірургічна асоціація
- 1959 — Премія Альберта Ласкера, Американська асоціація громадського здоров'я[10]
- 1959 — медаль Біллрота, Нью-Йоркська медична академія
- 1961 — нагорода «Золота медаль», Клуб «Золота тапочка» у Філадельфії
- 1962 — Нагорода Братського храму Охабей Шалом, Бруклін
- 1965 — нагорода медаллю Вільяма Е. Ледда, хірургічна секція, Американська академія педіатрії
- 1965 — Золотий хрест, Королівський орден Фенікса грецького уряду
- 1968 — Золота медаль Деніса Брауна, Британська асоціація дитячих хірургів
- 1969 — Премія доктора Родмана Е. Шина та Томаса Г. Шина, Американська медична асоціація
- 1970 — Медаліст Альфреда Юржиковського, Медична академія Нью-Йоркської академії з докторами Фарбером та доктором Нойхаузером та Медичним центром дитячої лікарні
- 1970 — Меморіальна медаль Генрі Якова Бігелоу
- 1971 — премія Тіни
- 1973 — медаль за відзнаку за службу, Американська хірургічна асоціація

## Освіта та кар'єра
- 1927 — бакалавр, Карлтон-коледж
- 1931 — доктор медичних наук, Гарвардський університет, медична школа
- 1934-36, викладач патології, Гарвардська медична школа
- 1937-39, викладач з хірургії, Гарвардська медична школа
- 1939-40, молодший помічник з хірургії (Junior associate in surgery), лікарня Пітера Бента Брігама
- 1939-42, помічник-хірург (Associate in surgery), Гарвардська медична школа
- 1939-46, асоційований запрошений хірург, Дитяча лікарня, Бостон
- 1940-46, старший хірург, лікарня Пітера Бента Брігама
- 1942-47, доцент хірургії Гарвардської медичної школи
- 1947-88, професор кафедри дитячої хірургії Лард, Гарвардська медична школа
- 1947-67, головний хірург, Дитяча лікарня, Бостон
- 1952, головний хірург, тимчасовий, Університет штату Огайо
- 1967-72, головний хірург, серцево-судинна хірургія, Дитяча лікарня, Бостон